# Птицы Америки (фильм)
«Птицы Америки» (англ. Birds of America) — художественный фильм, снятый в 2008 году режиссёром Крейгом Лукасом. Премьера фильма состоялась на международном кинофестивале независимого кино Sundance 2008 в Парк Сити, США.

## Сюжет
Преподаватель университета Морри Тэнегер (Мэттью Перри) живёт в доме, который оставил ему отец после своей смерти. Кроме дома, ему достались в наследство от отца издание книги «Птицы Америки». Морри ведёт тихую семейную, упорядоченную и предсказуемую жизнь вместе со своей женой Бэтти, выплачивает кредит и ждёт повышения. Для долгожданного продвижения по службе Морри и его жене приходится очень сильно заискивать перед начальником Морри Полом (Гэри Уилмес), его женой Лаурой (Хилари Суонк) и их пакостливой собакой, которые, к несчастью, живут в соседнем доме. Из-за постоянного напряжения у Морри начались проблемы с кишечником. Плюс ко всему на его голову внезапно сваливаются проповедующая свободную любовь сестра Ида (Джиннифер Гудвин) и скрывающийся от полиции брат Джей (Бен Фостер). С появлением ненормальной компании скучная, но удобная жизнь Морри и Бэтти заканчивается…
Ида влезает в жизнь своего бывшего парня и его жены, Джей раздаёт деньги и имущество своего брата, к тому же внезапным образом оказывается женат на молодой девушке по имени Джиллиан (Зои Кравиц). Бэтти, не выдержав, уходит от Морри, а Морри благодаря сестре и брату круто меняет свою жизнь, мстит начальнику, его жене и их собаке за многолетние унижения, встаёт на роликовые коньки, возвращает жену домой и понимает, что самое главное в жизни — это семья.

## В ролях
| Актёр            | Роль          |
| ---------------- | ------------- |
| Мэттью Перри     | Морри Тэнегер |
| Бен Фостер       | Джей Тэнегер  |
| Джиннифер Гудвин | Ида Тэнегер   |
| Лорен Грэм       | Бэтти Тэнегер |
| Зои Кравиц       | Джиллиан      |
| Хилари Суонк     | Лаура         |
| Гэри Уилмес      | Пол           |